# Polisportiva Aquila Montevarchi 1973-1974
Questa voce raccoglie le informazioni riguardanti la Polisportiva Aquila Montevarchi nelle competizioni ufficiali della stagione 1973-1974.

## Rosa
| N. |                   | Ruolo | Calciatore         |
| -- | ----------------- | ----- | ------------------ |
|    | Italia (bandiera) | C     | Gastone Andreoli   |
|    | Italia (bandiera) | C     | Andrea Baldi       |
|    | Italia (bandiera) | C     | Piero Bencini      |
|    | Italia (bandiera) | C     | Piero Braglia      |
|    | Italia (bandiera) |       | Brilli             |
|    | Italia (bandiera) | D     | Rolando Bruni      |
|    | Italia (bandiera) | A     | Osvaldo De Joannes |
|    | Italia (bandiera) | C     | Fulvio Donatello   |
|    | Italia (bandiera) | D     | Nello Florio       |

| N. |                   | Ruolo | Calciatore          |
| -- | ----------------- | ----- | ------------------- |
|    | Italia (bandiera) | D     | Riccardo Giovanardi |
|    | Italia (bandiera) | A     | Massimo Gori        |
|    | Italia (bandiera) | D     | Carlo Lolli         |
|    | Italia (bandiera) | D     | Antonio Lori        |
|    | Italia (bandiera) | P     | Roberto Negrisolo   |
|    | Italia (bandiera) | D     | Claudio Onofri      |
|    | Italia (bandiera) | D     | Giovanni Poli       |
|    | Italia (bandiera) | A     | Giuseppe Santonico  |
|    | Italia (bandiera) | A     | Claudio Trevisan    |